# 小行星3697
小行星3697（英語：3697 Guyhurst）是一颗围绕太阳公转的小行星。1984年3月6日，愛德華·鮑威爾在可可尼诺县发现了此天体。
这颗小行星的绝对星等为186.2474133317182等。